# Stijn Schaars
Stefanus Johannes "Stijn" Schaars (nederländskt uttal: [ˈstɛin ˈsxaːrs]), född 11 januari 1984 i Gendt, Gelderland, är en nederländsk före detta fotbollsspelare (mittfältare). Han representerade under sin karriär Nederländernas fotbollslandslag.
Schaars debuterade för Vitesse den 9 mars 2003 i en 1–4 bortaförlust mot FC Utrecht.

## Meriter

### Klubblag
AZ
- Eredivisie
  - Vinnare (1): 2008–09
- Johan Cruijff Schaal
  - Vinnare (1): 2009

### Landslag
Nederländerna
- Nederländerna U21
  - Vinnare: U21-EM 2006